# Campionato europeo maschile under 20 di pallavolo 2014
Il campionato europeo juniores di pallavolo maschile 2014 si è svolto dal 29 agosto al 6 settembre 2014 a Brno, in Repubblica Ceca, e Nitra, in Slovacchia: al torneo hanno partecipato dodici squadre nazionali europee e la vittoria finale è andata per la settima volta alla Russia.

## Impianti
|                                                                       |                                                                          |
|                                                                       |                                                                          |
| Městská Hala Vodova Città: Brno Capienza: 2 900 Anno d'apertura: 2010 | Mestská športová hala Città: Nitra Capienza: 2 500 Anno d'apertura: 2007 |

## Regolamento
Le squadre hanno disputato una prima fase a gironi con formula del girone all'italiana; al termine della prima fase:
- Le prime due classificate di ogni girone hanno acceduto alla fase finale per il primo posto strutturata in semifinali, finale per il terzo posto e finale.
- La terza e la quarta di ogni girone hanno acceduto alla fase finale per il quinto posto strutturata in semifinali, finale per il settimo posto e finale per il quinto posto.

## Squadre partecipanti
| Squadra    | Qualificazione                               | Ultima partecipazione      |
| ---------- | -------------------------------------------- | -------------------------- |
| Belgio     | 1ª al torneo di qualificazione (girone )     | / Polonia e Danimarca 2012 |
| Bulgaria   | 1ª al torneo di qualificazione (girone F)    | / Polonia e Danimarca 2012 |
| Francia    | 1ª al torneo di qualificazione (girone E)    | Bielorussia 2010           |
| Italia     | 1ª al torneo di qualificazione (girone H)    | / Polonia e Danimarca 2012 |
| Polonia    | 1ª al torneo di qualificazione (girone B)    | / Polonia e Danimarca 2012 |
| Rep. Ceca  | Paese organizzatore                          | Repubblica Ceca 2008       |
| Romania    | 1ª al torneo di qualificazione (girone C)    | Bulgaria 1986              |
| Russia     | 1ª al torneo di qualificazione (girone A)    | / Polonia e Danimarca 2012 |
| Slovacchia | Paese organizzatore                          | Russia 2006                |
| Slovenia   | 1ª al torneo di qualificazione (girone D)    | Repubblica Ceca 2008       |
| Serbia     | Migliore seconda al torneo di qualificazione | / Polonia e Danimarca 2012 |
| Turchia    | 1ª al torneo di qualificazione (girone G)    | / Polonia e Danimarca 2012 |

## Torneo

### Fase a gironi
| Girone A   | Girone B  |
| ---------- | --------- |
| Bulgaria   | Belgio    |
| Francia    | Polonia   |
| Italia     | Rep. Ceca |
| Russia     | Romania   |
| Serbia     | Slovenia  |
| Slovacchia | Turchia   |

#### Girone A

##### Risultati
| 29 agosto 2014 Mestská športová hala, Nitra Durata: 1h:02 - Spettatori: 75    | Russia     | 3 - 0 | Francia    | 25-14, 25-13, 25-15               |
| 29 agosto 2014 Mestská športová hala, Nitra Durata: 1h:15 - Spettatori: 310   | Slovacchia | 0 - 3 | Bulgaria   | 21-25, 20-25, 17-25               |
| 29 agosto 2014 Mestská športová hala, Nitra Durata: 1h:21 - Spettatori: 100   | Italia     | 3 - 0 | Serbia     | 25-22, 25-23, 25-19               |
| 30 agosto 2014 Mestská športová hala, Nitra Durata: 1h:03 - Spettatori: 105   | Bulgaria   | 0 - 3 | Francia    | 17-25, 17-25, 15-25               |
| 30 agosto 2014 Mestská športová hala, Nitra Durata: 1h:09 - Spettatori: 350   | Slovacchia | 0 - 3 | Italia     | 15-25, 16-25, 16-25               |
| 30 agosto 2014 Mestská športová hala, Nitra Durata: 1h:17 - Spettatori: 120   | Serbia     | 0 - 3 | Russia     | 19-25, 23-25, 17-25               |
| 31 agosto 2014 Mestská športová hala, Nitra Durata: 2h:00 - Spettatori: 110   | Italia     | 3 - 2 | Bulgaria   | 20-25, 25-23, 21-25, 25-15, 15-13 |
| 31 agosto 2014 Mestská športová hala, Nitra Durata: 1h:12 - Spettatori: 430   | Russia     | 3 - 0 | Slovacchia | 25-11, 25-19, 25-14               |
| 31 agosto 2014 Mestská športová hala, Nitra Durata: 0h:59 - Spettatori: 105   | Francia    | 3 - 0 | Serbia     | 25-8, 25-19, 25-16                |
| 2 settembre 2014 Mestská športová hala, Nitra Durata: 2h:08 - Spettatori: 100 | Italia     | 3 - 2 | Russia     | 25-22. 23-25, 22-25, 25-20, 15-13 |
| 2 settembre 2014 Mestská športová hala, Nitra Durata: 1h:05 - Spettatori: 280 | Slovacchia | 0 - 3 | Francia    | 18-25, 16-25, 11-25               |
| 2 settembre 2014 Mestská športová hala, Nitra Durata: 1h:49 - Spettatori: 50  | Bulgaria   | 1 - 3 | Serbia     | 25-23, 21-25, 26-28, 23-25        |
| 3 settembre 2014 Mestská športová hala, Nitra Durata: 1h:58 - Spettatori: 60  | Francia    | 3 - 2 | Italia     | 12-25, 25-22, 20-25, 25-22        |
| 3 settembre 2014 Mestská športová hala, Nitra Durata: 1h:08 - Spettatori: 110 | Russia     | 3 - 0 | Bulgaria   | 25-14, 25-19, 25-17               |
| 3 settembre 2014 Mestská športová hala, Nitra Durata: 1h:55 - Spettatori: 150 | Serbia     | 3 - 2 | Slovacchia | 25-20, 25-20, 23-25, 14-25, 15-13 |

##### Classifica
| Pos | Squadra    | Pt | G | V | P | SV | SP | Ratio | PF  | PS  | Ratio |
| --- | ---------- | -- | - | - | - | -- | -- | ----- | --- | --- | ----- |
| 1   | Russia     | 13 | 5 | 4 | 1 | 14 | 3  | 4.666 | 405 | 305 | 1.327 |
| 2   | Francia    | 11 | 5 | 4 | 1 | 12 | 5  | 2.400 | 364 | 315 | 1.155 |
| 3   | Italia     | 11 | 5 | 4 | 1 | 14 | 7  | 2.000 | 469 | 414 | 1.132 |
| 4   | Serbia     | 5  | 5 | 2 | 3 | 6  | 12 | 0.500 | 369 | 423 | 0.872 |
| 5   | Bulgaria   | 4  | 5 | 1 | 4 | 6  | 12 | 0.500 | 370 | 415 | 0.891 |
| 6   | Slovacchia | 1  | 5 | 0 | 5 | 2  | 15 | 0.133 | 297 | 402 | 0.738 |

#### Girone B

##### Risultati
| 29 agosto 2014 Městská Hala Vodova, Brno Durata: 2h:06 - Spettatori: 100     | Belgio    | 3 - 2 | Turchia   | 25-19, 25-27, 25-20, 22-25, 15-13 |
| 29 agosto 2014 Městská Hala Vodova, Brno Durata: 1h:55 - Spettatori: 390     | Rep. Ceca | 2 - 3 | Romania   | 25-14, 20-25, 13-25, 25-23, 12-15 |
| 29 agosto 2014 Městská Hala Vodova, Brno Durata: 1h:37 - Spettatori: 180     | Slovenia  | 1 - 3 | Polonia   | 15-25, 17-25, 25-20, 16-25        |
| 30 agosto 2014 Městská Hala Vodova, Brno Durata: 1h:19 - Spettatori: 120     | Romania   | 0 - 3 | Turchia   | 21-25, 21-25, 22-25               |
| 30 agosto 2014 Městská Hala Vodova, Brno Durata: 1h:18 - Spettatori: 350     | Rep. Ceca | 3 - 0 | Slovenia  | 25-21, 25-20, 25-20               |
| 30 agosto 2014 Městská Hala Vodova, Brno Durata: 1h:13 - Spettatori: 150     | Polonia   | 3 - 0 | Belgio    | 25-17, 25-18, 25-13               |
| 31 agosto 2014 Městská Hala Vodova, Brno Durata: 1h:46 - Spettatori: 120     | Slovenia  | 3 - 1 | Romania   | 26-24, 25-22, 23-25, 25-15        |
| 31 agosto 2014 Městská Hala Vodova, Brno Durata: 1h:22 - Spettatori: 600     | Belgio    | 0 - 3 | Rep. Ceca | 24-26, 21-25, 23-25               |
| 31 agosto 2014 Městská Hala Vodova, Brno Durata: 2h:05 - Spettatori: 120     | Turchia   | 2 - 3 | Polonia   | 15-25, 28-26, 26-24, 13-25, 9-15  |
| 2 settembre 2014 Městská Hala Vodova, Brno Durata: 1h:19 - Spettatori: 100   | Slovenia  | 3 - 0 | Belgio    | 25-22, 25-16, 25-20               |
| 2 settembre 2014 Městská Hala Vodova, Brno Durata: 2h:05 - Spettatori: 800   | Rep. Ceca | 2 - 3 | Turchia   | 19-25, 25-18, 25-22, 23-25, 13-15 |
| 2 settembre 2014 Městská Hala Vodova, Brno Durata: 1h:15 - Spettatori: 100   | Romania   | 0 - 3 | Polonia   | 13-25, 22-25, 24-26               |
| 3 settembre 2014 Městská Hala Vodova, Brno Durata: 2h:11 - Spettatori: 100   | Turchia   | 2 - 3 | Slovenia  | 22-25, 25-21, 22-25, 25-22, 14-16 |
| 3 settembre 2014 Městská Hala Vodova, Brno Durata: 1h:45 - Spettatori: 100   | Belgio    | 1 - 3 | Romania   | 21-25, 26-24, 21-25, 13-25        |
| 3 settembre 2014 Městská Hala Vodova, Brno Durata: 1h:36 - Spettatori: 1 200 | Polonia   | 3 - 0 | Rep. Ceca | 25-19, 29-27, 33-31               |

##### Classifica
| Pos | Squadra   | Pt | G | V | P | SV | SP | Ratio | PF  | PS  | Ratio |
| --- | --------- | -- | - | - | - | -- | -- | ----- | --- | --- | ----- |
| 1   | Polonia   | 14 | 5 | 5 | 0 | 15 | 3  | 5.000 | 448 | 348 | 1.287 |
| 2   | Slovenia  | 8  | 5 | 3 | 2 | 10 | 9  | 1.111 | 417 | 422 | 0.988 |
| 3   | Rep. Ceca | 8  | 5 | 2 | 3 | 10 | 9  | 1.111 | 428 | 423 | 1.011 |
| 4   | Turchia   | 8  | 5 | 2 | 3 | 12 | 11 | 1.090 | 483 | 505 | 0.956 |
| 5   | Romania   | 5  | 5 | 2 | 3 | 7  | 12 | 0.583 | 410 | 426 | 0.962 |
| 6   | Belgio    | 2  | 5 | 1 | 4 | 4  | 14 | 0.285 | 367 | 429 | 0.855 |

### Fase finale

#### Finale 1º e 3º posto
|  | Semifinali | Semifinali | Semifinali |         |        | 1º/2º posto | 1º/2º posto | 1º/2º posto |  |
|  |            |            |            |         |        |             |             |             |  |
|  | Russia     | Russia     | 3          |         |        |             |             |             |  |
|  | Russia     | Russia     | 3          |         |        |             |             |             |  |
|  | Slovenia   | Slovenia   | 0          |         |        |             |             |             |  |
|  | Slovenia   | Slovenia   | 0          |         | Russia | Russia      | 3           |             |  |
|  |            |            |            |         | Russia | Russia      | 3           |             |  |
|  |            |            | Polonia    | Polonia | 0      |             |             |             |  |
|  | Polonia    | Polonia    | Polonia    | Polonia | 0      | 3           |             |             |  |
|  | Polonia    | Polonia    |            |         |        | 3           |             |             |  |
|  | Francia    | Francia    | 1          |         |        | 3º/4º posto | 3º/4º posto | 3º/4º posto |  |
|  | Francia    | Francia    | 1          |         |        |             |             |             |  |
|  |            |            |            |         |        |             |             |             |  |
|  |            |            |            |         |        | Slovenia    | Slovenia    | 0           |  |
|  |            |            |            |         |        | Slovenia    | Slovenia    | 0           |  |
|  |            |            |            |         |        | Francia     | Francia     | 3           |  |

##### Semifinali
| 5 settembre 2014 Městská Hala Vodova, Brno Durata: 1h:14 - Spettatori: 250 | Russia  | 3 - 0 | Slovenia | 25-19, 27-25, 25-14        |
| 5 settembre 2014 Městská Hala Vodova, Brno Durata: 1h:45 - Spettatori: 200 | Polonia | 3 - 1 | Francia  | 25-19, 21-25, 25-19, 25-21 |

##### Finale 3º posto
| 6 settembre 2014 Městská Hala Vodova, Brno Durata: 1h:13 - Spettatori: 250 | Slovenia | 0 - 3 | Francia | 22-25, 21-25, 19-25 |

##### Finale
| 6 settembre 2014 Městská Hala Vodova, Brno Durata: 1h:16 - Spettatori: 2 000 | Russia | 3 - 0 | Polonia | 25-16, 25-16, 28-26 |

#### Finale 5º - 7º posto
|  | Semifinali | Semifinali | Semifinali |           |        | 5º/6º posto | 5º/6º posto | 5º/6º posto |  |
|  |            |            |            |           |        |             |             |             |  |
|  | Italia     | Italia     | 3          |           |        |             |             |             |  |
|  | Italia     | Italia     | 3          |           |        |             |             |             |  |
|  | Turchia    | Turchia    | 0          |           |        |             |             |             |  |
|  | Turchia    | Turchia    | 0          |           | Italia | Italia      | 3           |             |  |
|  |            |            |            |           | Italia | Italia      | 3           |             |  |
|  |            |            | Rep. Ceca  | Rep. Ceca | 0      |             |             |             |  |
|  | Serbia     | Serbia     | Rep. Ceca  | Rep. Ceca | 0      | 1           |             |             |  |
|  | Serbia     | Serbia     |            |           |        | 1           |             |             |  |
|  | Rep. Ceca  | Rep. Ceca  | 3          |           |        | 7º/8º posto | 7º/8º posto | 7º/8º posto |  |
|  | Rep. Ceca  | Rep. Ceca  | 3          |           |        |             |             |             |  |
|  |            |            |            |           |        |             |             |             |  |
|  |            |            |            |           |        | Turchia     | Turchia     | 3           |  |
|  |            |            |            |           |        | Turchia     | Turchia     | 3           |  |
|  |            |            |            |           |        | Serbia      | Serbia      | 2           |  |

##### Semifinali
| 5 settembre 2014 Městská Hala Vodova, Brno Durata: 1h:15 - Spettatori: 100 | Italia | 3 - 0 | Turchia   | 26-24, 25-22, 25-20        |
| 5 settembre 2014 Městská Hala Vodova, Brno Durata: 1h:50 - Spettatori: 650 | Serbia | 1 - 3 | Rep. Ceca | 24-26, 25-16, 22-25, 21-25 |

##### Finale 7º posto
| 6 settembre 2014 Městská Hala Vodova, Brno Durata: 1h:55 - Spettatori:50 | Turchia | 3 - 2 | Serbia | 25-21, 29-27, 22-25, 23-25, 15-11 |

##### Finale 5º posto
| 6 settembre 2014 Městská Hala Vodova, Brno Durata: 1h:06 - Spettatori: 200 | Italia | 3 - 0 | Rep. Ceca | 25-14, 25-14, 25-22 |

## Podio

### Campione
Formazione: 2 Evgenii Andreev, 3 Azizbek Ismailov, 4 Viktor Poletaev, 8 Kirill Ursov, 10 Dmitrij Volkov, 11 Pavel Pankov, 12 Maxim Belogortcev, 13 Il'ja Vlasov, 17 Andrej Surmačevskij, 19 Dmitriy Mostov, 21 Ivan Vlasenko, 22 Ivan Polianskii, CT: Sergej Šljapnikov

### Secondo posto
Formazione: 1 Jakub Zwiech, 6 Paweł Gryc, 7 Tomasz Fornal, 8 Bartosz Bućko, 9 Krzysztof Bieńkowski, 11 Aleksander Śliwka, 13 Rafał Szymura, 14 Kamil Droszyński, 15 Jakub Kochanowski, 16 Jakub Zabłocki, 17 Kacper Piechocki, 18 Bartłomiej Mordyl, CT: Jacek Nawrocki

### Terzo posto
Formazione: 1 Jean Patry, 3 Nohoarii Paofai, 4 Hugo Caporiondo, 6 Timothée Carle, 8 Stéphen Boyer, 9 Julien Gatineau, 10 Luka Bašić, 12 Daryl Bultor, 13 Axel Truhtchev, 14 Jérémie Mouiel, 15 Thomas Nevot, 16 Médéric Henry, CT: Jocelyn Trillon

## Classifica finale
| Pos     | Squadre    | Qualificazione                    |
| ------- | ---------- | --------------------------------- |
| Oro     | Russia     | Campionato mondiale juniores 2015 |
| Argento | Polonia    |                                   |
| Bronzo  | Francia    |                                   |
| 4       | Slovenia   |                                   |
| 5       | Italia     |                                   |
| 6       | Rep. Ceca  |                                   |
| 7       | Turchia    |                                   |
| 8       | Serbia     |                                   |
| 9       | Romania    |                                   |
| 10      | Bulgaria   |                                   |
| 11      | Belgio     |                                   |
| 12      | Slovacchia |                                   |

## Premi individuali
| Premio                | Nome              | Squadra  |
| --------------------- | ----------------- | -------- |
| MVP                   | Pavel Pankov      | Russia   |
| Miglior realizzatore  | Bartosz Bućko     | Polonia  |
| Miglior attaccante    | Tonček Štern      | Slovenia |
| Miglior muro          | Maxim Belogortcev | Russia   |
| Miglior servizio      | Nohoarii Paofai   | Francia  |
| Miglior palleggiatore | Pavel Pankov      | Russia   |
| Miglior ricevitore    | Tomasz Fornal     | Polonia  |
| Miglior libero        | Kacper Piechocki  | Polonia  |